# Igreja Paroquial de São João de Negrilhos
A Igreja Paroquial de São João de Negrilhos, igualmente conhecida como Igreja de Montes Velhos ou Igreja de São João, é um monumento religioso na freguesia de São João de Negrilhos, no Município de Aljustrel, na região do Alentejo, em Portugal.

## Descrição e história
O imóvel segue principalmente os modelos alentejanos de influência maneirista, como pode ser constatado pela sua planimetria geral e pela organização dos alçados. Apresenta uma planta de forma longitudinal, composta por uma só nave com baptistério, capela-mor, sacristia e torre sineira. A fachada principal está virada para oriente, e é rasgada por um portal simples encimado por óculo. Destaca-se igualmente a torre sineira, no estilo barroco, que termina numa cúpula bulbosa rodeada por urnas nos cantos do telhado. No interior, a nave está coberta por uma abóbada de berço, e tem um coro-alto, duas capelas laterais inseridas em arcos de volta perfeita, e um baptistério no lado da Epístola. A capela-mor está separada da nave por um arco de volta perfeita, e possui um altar em alvenaria. Um elemento de especial interesse encontra-se na escada para a torre, onde foi encastrado na parede um marco de delimitação de propriedade, da Ordem de Santiago.
A igreja foi construída no século XVI, e foi alvo de obras de reconstrução no século XVIII, sendo a torre sineira posterior ao Sismo de 1755. Nas memórias paroquiais de 1758, transcritas pelo padre João Rodrigues Lobato na sua obra Aljustrel Monografia, publicada em 1983, foi descrita a igreja e os estragos provocados pelo terramoto: «Está situada [a igreja] no meio da freguesia e não tem mais moradores que as casas do Pároco, e Sacristão, e distante mil passos uma herdade chamada das Fontainhas. [posteriormente chamada de São João] [...] A igreja tinha três altares, e o altar Mor é de Nossa Senhora do Rosário, e das Almas; não tinha nave nem tem irmandade alguma e tem a Imagem de São Pedro e São Sebastião. O Pároco é Capelão Curado, e é da Ordem de Sant'Iago, e tem de renda dez quarteiros de trigo, e oito quarteiros de cevada, e dez mil réis em dinheiro, tudo pago pela comenda da vila de Aljuster. [...] no terramoto de 1755, padeceu grande ruína a Igreja Paroquial por que caiu «à fundamentis» [até aos alicerces] e ainda está no mesmo estado, os ofícios divinos se celebram em uma casa junto à igreja por licença do Ex.mo Arcebispo de Évora».
O edifício foi reconstruído em 1808, por ordem do Bispo da Diocese de Beja. Na década de 1960, a paróquia fez obras gerais de restauro no edifício, que incluíram a renovação da cobertura.